# 枚岡市
枚岡市（ひらおかし）は、かつて大阪府にあった市。現在の東大阪市東部にあたる。

## 概要
1955年（昭和30年）1月11日に、中河内郡孔舎衙村、石切町、枚岡町、縄手町が合併し、大阪府下で19番目に市制を施行して枚岡市が誕生した。市役所は現在の東大阪市旭町に置かれていた。
1962年（昭和37年）5月1日、二級国道170号高槻橋本線が制定。
1967年（昭和42年）2月1日に布施市、河内市と合併して東大阪市となり、旧・枚岡市役所は東大阪市役所東支所となった。
旧市域はおおむね恩智川より東側にあたる。
枚岡市制時代には、生駒山地の自然を生かしたリゾート的な開発も検討されていたと伝える。例えば、らくらく登山道はかつて髪切（こうぎり）自動車道として整備する予定だったという。現在も生駒山の登山道の案内看板の一部に髪切自動車道の名称を見られる。
「枚岡」の名称は、河内国一宮・旧官幣大社の枚岡神社から取られたもので、「枚岡」といった町名や大字は現存しないが、現在も道路標識等でこの付近を指す際、旧市名の「枚岡」がしばしば使われており、近鉄奈良線枚岡駅や旧市域を管轄している枚岡警察署・枚岡郵便局などの名称にも使用されている。

### 隣接していた自治体・行政区
大阪府
- 大東市
- 河内市
- 八尾市

奈良県
- 生駒郡
  - 生駒町（現・生駒市）
  - 平群村（現・平群町）

## 歴代市長
- 初代：吉岡市次郎（在任：1955年2月 - 1959年2月）
- 2代：岡村弥一郎（在任：1959年2月 - 1962年2月）
- 3代：中田昌義（在任：1962年3月 - 1967年1月31日）

## 交通

### 鉄道
近畿日本鉄道（近鉄）
- 奈良線
  - 瓢箪山駅 - 枚岡駅 - 額田駅 - 石切駅 - 孔舎衛坂駅（1964年廃止）
- けいはんな線は当時未開業（1986年開業）。旧枚岡市域には新石切駅が所在する。

### バス
- 近畿日本鉄道（近鉄バス） - 市域に枚岡営業所を設置。